# سرودخوان‌ها
سرودخوان‌ها (نام علمی: Vireo) نام یک سرده از تیره سرودخوان است.